# 药菓
藥果（韓語：약과）是一種韩国传统食品。最初当作甜品，但因味甜、带有花的形状，如今多当作菓子（藥果）。藥果主要由蜂蜜、芝麻油和小麦粉制成。因這種點心製作時以蜂蜜為主要食材，又因傳統上蜂蜜被認為有健康療效，對身體有益，所以才以藥果命名。